# Kragenteppichhaie
Kragenteppichhaie (Parascylliidae) sind schlanke, kleine, nur 35 bis 90 Zentimeter lange Haie. Die Gattung Parascyllium ist in den Meeren um Australien endemisch, Cirrhoscyllium lebt bei Japan, Taiwan und den Philippinen.

## Merkmale
Die Kragenteppichhaie sind durchweg kleine Haie mit maximalen Körperlängen zwischen 35 und 90 Zentimeter, die im länglichen Habitus und den Körperproportionen den Katzenhaien (Scyliorhinidae) gleichen. Wie diese haben sie große, katzenartige Augen und eine erste Rückenflosse, die hinter der Bauchflosse ansetzt. Deutliche Unterschiede stellen die Position des Mauls vor den Augen sowie die engen Nasengruben dar. Von anderen Haien unterscheiden sie sich durch die beiden Rückenflossen und die Analflosse, die weit hinter der zweiten Rückenflosse liegt. Kennzeichnend für die Familie sind außerdem ein kleiner wimpelartiger Vorsprung am oberen Ende der Schwanzflosse sowie die sehr kleinen Kiemenspalten.

## Verbreitung und Lebensraum
Das Verbreitungsgebiet der Kragenteppichhaie befindet sich in den gemäßigten bis tropischen Bereichen des westlichen Pazifiks. Dabei ist die Gattung Parascyllium in den Meeren um Australien endemisch, Cirrhoscyllium lebt vor den Küsten von China bis Japan, Vietnam, Taiwan und den Philippinen.
Als Lebensraum bevorzugen die Haie den Meeresgrund vom Küstenbereich bis in Tiefen von etwa 435 Meter. Dabei leben sie sowohl auf schlammigem wie auf sandigem und steinigen Untergrund.

## Lebensweise
Über die Lebensweise der Kragenteppichhaie ist nur relativ wenig bekannt, obwohl sie in einigen Gebieten ihres Verbreitungsgebietes relativ häufig vorkommen. Ihre Ernährung besteht wahrscheinlich aufgrund ihrer geringen Größe vor allem aus kleinen Fischen sowie wirbellosen Tieren wie Krebsen, Tintenfischen und anderen Grundbewohnern. Zur Tarnung sind sie in der Lage, ihre Färbung in gewissem Grad dem Untergrund anzupassen und sich im Schlamm einzugraben.
Wahrscheinlich legen alle Arten Eier und verstauen ihre länglichen und abgeflachten Eier auf dem Meeresboden.

## Systematik
Innerhalb der Kragenteppichhaie gibt es 2 Gattungen mit 8 Arten:
- Gattung: Cirrhoscyllium  Smith & Radcliffe in Smith, 1913
  - Bartel-Teppichhai (Cirrhoscyllium expolitum  Smith & Radcliffe in Smith, 1913)
  - Taiwanesischer Teppichhai (Cirrhoscyllium formosanum  Teng, 1959)
  - Sattel-Teppichhai (Cirrhoscyllium japonicum  Kamohara, 1943)
- Gattung: Parascyllium Parascyllium  Gill, 1862
  - Kragenband-Teppichhai (Parascyllium collare  Ramsay & Ogilby, 1888)
  - Parascyllium elongatum Last & Stevens, 2008
  - Rostfarbener Teppichhai (Parascyllium ferrugineum  McCulloch, 1911)
  - Parascyllium sparsimaculatum Goto & Last, 2002
  - Halsband-Teppichhai (Parascyllium variolatum  (Duméril, 1853))

## Wirtschaftliche Nutzung
Die Kragenteppichhaie haben keine fischereiliche Bedeutung, werden aber regelmäßig als Beifang von bodennetzfischenden Schiffen gefangen. Die Bestandszahlen sind dabei unbekannt, einige Arten kommen jedoch in intensiv befischten Gebieten vor und könnten durch die Bodennetze in ihrem Bestand stark reduziert sein.
Als Aquarienfische werden Kragenteppichhaie nur in wenigen größeren Schauaquarien gehalten und dort als genügsame und einfach zu haltende Arten betrachtet. Vor allem der Halsband-Teppichhai (Parascyllium variolatum) gilt dabei aufgrund seiner auffälligen Färbung als für Besucher attraktiver Hai. Zuchtprogramme sind bislang nicht etabliert, werden jedoch aufgrund der geringen Größe der Tiere und ihrer einfachen Haltung als möglich betrachtet.